# Wakefieldita-(La)
La wakefieldita-(La) és un mineral de la classe dels fosfats, que pertany al grup de la xenotima.

## Característiques
La wakefieldita-(La) és un fosfat de fórmula química La(VO₄). Va ser aprovada com a espècie vàlida per l'Associació Mineralògica Internacional l'any 2007. Cristal·litza en el sistema tetragonal. La seva duresa a l'escala de Mohs és 4. És l'anàleg amb lantani de la wakefieldita-(Y), la wakefieldita-(Ce) i la wakefieldita-(Nd).
Segons la classificació de Nickel-Strunz, la wakefieldita-(La) pertany a «08.A - Fosfats, etc. sense anions addicionals, sense H₂O, només amb cations de mida gran» juntament amb els següents minerals: nahpoïta, monetita, weilita, švenekita, archerita, bifosfamita, fosfamita, buchwaldita, schultenita, chernovita-(Y), dreyerita, wakefieldita-(Ce), wakefieldita-(Y), xenotima-(Y), pretulita, xenotima-(Yb), wakefieldita-(Nd), pucherita, ximengita, gasparita-(Ce), monacita-(Ce), monacita-(La), monacita-(Nd), rooseveltita, cheralita, monacita-(Sm), tetrarooseveltita, chursinita i clinobisvanita.

## Formació i jaciments
Va ser descoberta a la mina Glücksstern, a Friedrichroda, Bosc de Turíngia, Turíngia (Alemanya). També ha estat descrita a la pedrera Caspar del volcà Bellerberg, a Eifel (Renània-Palatinat, Alemanya), i a la mina Cerchiara, a Borghetto Vara (La Spezia, Itàlia).